# Механа
Механата е питейно заведение (като се предлага и храна), където хора често се събират не само да пият алкохолни напитки, но също и за разговори и развлечения.
Етимологията на термина е от „мейхане́“ (на турски: meyhâne – питейно заведение, от перс. «мей» – вино, и «хане» – дом). Друго значение на мейхана́ (на азербайджански: meyxana) е азербайджанско народно музикално поетично творчество в речитатив (подобно на съвременен рап), зародило се в механи.
Обикновено е с битово обзавеждане. Разграничаването на механа от странноприемницa, питиепродавницa, кръчмa или бар се прави според обзавеждането, като на някои места понятията се припокриват, а на други се отличават според местоположението и обзавеждането.
Най-често в механите се предлага храна и напитки, традиционни за дадената държава.